# 고양상여회다지소리
고양상여회다지소리는 대한민국 경기도 고양시 고양시 송포면 대화리 김녕 김씨 집성촌을 중심으로 전승되고 있는 장례의식요이다. 2017년 6월 16일 경기도의 무형문화재 제27-4호로 지정되었다.

## 개요
고양 상여·회다지소리는 고양시 송포면 대화리 김녕김씨(金寧金氏) 집성촌을 중심으로 전승되고 있는 장례의식요(葬禮儀式謠)를 말한다.
김녕김씨의 김유봉(1725년생)이 부모님의 장례 시 행했던 상례문화가 그 기원으로, 토목 및 궁궐의 보수 공사를 담당했던 관청인 선공감(繕工監)의 감역을 맡았던 김성권(1867년생)이 그 맥을 복원하였다.
당시 상여의 규모가 일반상여의 3배에 달했으며, 만장기가 무려 250여개에 이르렀다고 한다. 조문행렬은 5리(2km)에 달하였으며, 당시 조문객에게 대접한 양식이 쌀 열두 가마를 하고도 모자랐을 정도로 큰 규모의 상례였다고 한다.
송포면 대화리에 초상이 나면 상제들이 장지(葬地)로 떠나는 상여속의 망자에게 절을 올리며, 상여꾼들은 염불소리와 하직소리를 부른다. 집을 나서면 오호소리를 부르고 걸음을 빨리 하거나 언덕길을 오를 때 자진 상여소리를 부른다. 장지에 다다르면 긴염불 소리를 부른 후 상여를 내려놓는다. 시체가 놓이는 무덤의 구덩이인 광중(壙中)이 조성되면 하관 후 달구질을 하면서 회다지소리를 부르는데 긴소리를 부르고 이어 달구소리, 양산도, 방아타령, 놀놀이, 떳다소리, 상사소리, 훨훨이로 끝맺는다.
고양 일대에서 달구질을 할 때 광중 밖에서 밟는다는 점이 특징적이다. 이는 조선시대 왕릉 조영의 영향을 받은 것으로 보인다. 이 일대에는 왕릉이 많은데, 나라님을 밟을 수 없어 광 밖에서 밟는 것에서 유래된 풍속이라고 한다.
현재 보존회장 김우규를 주축으로 고양상여회다지소리보존회를 통해 이 종목의 전승을 위해 노력하고 있다. 2010년에는 독일 비스바덴 카니발에 초청되어 공연을 진행했으며, 2012년 이후 일본 위안부 피해자 진혼제를 매년 치르고 있다.

## 보유단체
- 보유단체 : 고양상여·회다지소리 보존회 (2010.7.29 설립, 고양시 덕양구 무원로 54번길 7-20)
  - 대표 : 김우규 (남, 1938.7.12생, 고양시 일산서구 강선로)

## 참고 문헌
- 고양상여회다지소리 - 국가유산청 국가유산포털